# Los Angeles Lakers 1997-1998
La stagione 1997-98 dei Los Angeles Lakers fu la 49ª nella NBA per la franchigia.
I Los Angeles Lakers vinsero la Pacific Division della Western Conference con un record di 61-21. Nei play-off vinsero il primo turno con i Portland Trail Blazers (3-1), la semifinale di conference con i Seattle SuperSonics (4-1), perdendo poi la finale di conference con gli Utah Jazz (4-0).

## Draft
| Giro | Scelta | Giocatore    | Posizione | Nazionalità | Università/Club |
| ---- | ------ | ------------ | --------- | ----------- | --------------- |
| 2    | 52     | DeJuan Wheat | playmaker | Stati Uniti | Louisville      |
| 2    | 54     | Paul Rogers  | centro    | Australia   | Gonzaga         |

## Regular season
| Squadra                | V  | P  | %    | GB |
| ---------------------- | -- | -- | ---- | -- |
| Seattle Supersonics    | 61 | 21 | 74,4 | -  |
| Los Angeles Lakers     | 61 | 21 | 74,4 | -  |
| Phoenix Suns           | 56 | 26 | 68,3 | 5  |
| Portland Trail Blazers | 46 | 36 | 56,1 | 15 |
| Sacramento Kings       | 27 | 55 | 32,9 | 34 |
| Golden State Warriors  | 19 | 63 | 23,2 | 42 |
| Los Angeles Clippers   | 17 | 65 | 20,7 | 44 |

## Play-off

### Primo turno
Gara 1
| 24 aprile 1998 | Los Angeles Lakers | 104 – 102 | Portland Trail Blazers |  |

Gara 2
| 26 aprile 1998 | Los Angeles Lakers | 108 – 99 | Portland Trail Blazers |  |

Gara 3
| 28 aprile 1998 | Portland Trail Blazers | 99 – 94 | Los Angeles Lakers |  |

Gara 4
| 30 aprile 1998 | Portland Trail Blazers | 99 – 110 | Los Angeles Lakers |  |

### Semifinali di Conference
Gara 1
| 4 maggio 1998 | Seattle SuperSonics | 106 – 92 | Los Angeles Lakers |  |

Gara 2
| 6 maggio 1998 | Seattle SuperSonics | 68 – 92 | Los Angeles Lakers |  |

Gara 3
| 6 maggio 1998 | Los Angeles Lakers | 119 – 103 | Seattle SuperSonics |  |

Gara 4
| 10 maggio 1998 | Los Angeles Lakers | 112 – 100 | Seattle SuperSonics |  |

Gara 5
| 12 maggio 1998 | Seattle SuperSonics | 95 – 110 | Los Angeles Lakers |  |

### Finali di Conference
Gara 1
| 16 maggio 1998 | Utah Jazz | 112 – 77 | Los Angeles Lakers |  |

Gara 2
| 18 maggio 1998 | Utah Jazz | 99 – 95 | Los Angeles Lakers |  |

Gara 3
| 22 maggio 1998 | Los Angeles Lakers | 98 – 109 | Utah Jazz |  |

Gara 4
| 24 maggio 1998 | Los Angeles Lakers | 92 – 96 | Utah Jazz |  |

## Roster
| N° | Naz.                   | Ruolo | Sportivo         | Anno | Alt. | Peso |
| -- | ---------------------- | ----- | ---------------- | ---- | ---- | ---- |
| 2  | Stati Uniti (bandiera) | G     | Derek Fisher     | 1974 | 185  | 91   |
| 5  | Stati Uniti (bandiera) | A     | Robert Horry     | 1970 | 206  | 100  |
| 8  | Stati Uniti (bandiera) | G     | Kobe Bryant      | 1978 | 198  | 91   |
| 9  | Stati Uniti (bandiera) | G     | Nick Van Exel    | 1971 | 185  | 77   |
| 17 | Stati Uniti (bandiera) | GA    | Rick Fox         | 1969 | 201  | 104  |
| 20 | Stati Uniti (bandiera) | G     | Jon Barry        | 1969 | 193  | 88   |
| 23 | Stati Uniti (bandiera) | A     | Mario Bennett    | 1973 | 198  | 107  |
| 24 | Stati Uniti (bandiera) | G     | Shea Seals       | 1975 | 196  | 95   |
| 25 | Stati Uniti (bandiera) | GA    | Eddie Jones      | 1971 | 198  | 86   |
| 34 | Stati Uniti (bandiera) | C     | Shaquille O'Neal | 1972 | 216  | 147  |
| 41 | Stati Uniti (bandiera) | C     | Elden Campbell   | 1968 | 211  | 98   |
| 43 | Stati Uniti (bandiera) | A     | Corie Blount     | 1969 | 206  | 107  |
| 45 | Stati Uniti (bandiera) | C     | Sean Rooks       | 1969 | 208  | 113  |

## Staff tecnico
- Allenatore: Del Harris
- Vice-allenatori: Bill Bertka, Larry Drew, Kurt Rambis
- Preparatore atletico: Gary Vitti

### Arrivi/partenze
Mercato e scambi avvenuti durante la stagione:
Arrivi
| N° | Naz. | Ruolo | Sportivo |  | Alt. |  |
| -- | ---- | ----- | -------- |  | ---- |  |

Partenze
| N° | Naz. | Ruolo | Sportivo |  | Alt. |  |
| -- | ---- | ----- | -------- |  | ---- |  |

## Premi e onorificenze
- Shaquille O'Neal incluso nell'All-NBA First Team
- Eddie Jones incluso nell'All-Defensive Second Team